# IHeartRadio Music Awards de 2017
O iHeartRadio Music Awards de 2017 foi realizado em 5 de março de 2017, na arena The Forum, localizada em Inglewood, Califórnia, nos Estados Unidos, e foi apresentado por Ryan Seacrest. A lista de indicações foi anunciada em 3 de janeiro de 2017. Drake recebeu o maior número de indicações, com quinze, seguido por The Chainsmokers, com doze.

## Performances
Os seguintes artistas se apresentaram durante a premiação.
| Artista(s)       | Canção                              |
| ---------------- | ----------------------------------- |
| Bruno Mars       | "Treasure" "That's What I Like"     |
| Ed Sheeran       | "Shape of You" "Castle on the Hill" |
| Katy Perry       | "Chained to the Rhythm"             |
| The Chainsmokers | "Something Just Like This" Paris"   |
| Shawn Mendes     | "Mercy"                             |
| Noah Cyrus       | "Make Me (Cry)"                     |
| Thomas Rhett     | "Star of the Show"                  |
| Big Sean         | "Bounce Back" "Moves"               |

## Apresentadores
- Jeremy Renner
- Halsey
- Joe Jonas
- Miley Cyrus
- Kelsea Ballerini
- DJ Khaled
- Macklemore
- Demi Lovato
- Ansel Elgort
- Fifth Harmony
- John Legend
- Bebe Rexha
- Daya
- Ryan Seacrest
- Big Sean

## Vencedores e indicados
Os indicados foram anunciados em 3 de janeiro de 2017. Os vencedores foram revelados em 5 de março de 2017.
| Canção do Ano | Artista Feminina do Ano |
| --- | --- |
| - "Can't Stop the Feeling!" – Justin Timberlake - "Cheap Thrills" – Sia com part. de Sean Paul - "Closer" – The Chainsmokers com part. de Halsey - "One Dance" – Drake com part. de Wizkid e Kyla - "Stressed Out" – Twenty One Pilots | - Adele - Ariana Grande - Rihanna - Selena Gomez - Sia |
| Artista Masculino do Ano | Artista Revelação |
| - Justin Bieber - Drake - Luke Bryan - Shawn Mendes - The Weeknd | - The Chainsmokers - Chance The Rapper - Bryson Tiller - Kelsea Ballerini - The Strumbellas - Joss Favela - CNCO |
| Melhor Duo/Grupo do Ano | Álbum do Ano (por gênero) |
| - Twenty One Pilots - Coldplay - DNCE - Florida Georgia Line - The Chainsmokers | - Pop: 25 – Adele - Rock: Hardwired... to Self-Destruct – Metallica - Rock Alternativo: Blurryface – Twenty One Pilots - Country: Traveller – Chris Stapleton - Dance: Collage – The Chainsmokers - Hip-Hop: Views – Drake - R&B: Anti – Rihanna - Latino: Energía – J Balvin - Música Regional Mexicana: Recuerden Mi Estilo – Los Plebes del Rancho de Ariel Camacho            |
| Canção de Rock Alternativo do Ano | Artista de Rock Alternativo do Ano |
| - "Heathens" – Twenty One Pilots - "Bored to Death" – Blink-182 - "Dark Necessities" – Red Hot Chili Peppers - "Ride" – Twenty One Pilots - "Trouble" – Cage the Elephant | - Twenty One Pilots - Blink-182 - Cage the Elephant - Coldplay - The Strumbellas |
| Canção de Rock do Ano | Artista de Rock do Ano |
| - "Bang Bang" - Green Day - "Dark Necessities" - Red Hot Chili Peppers - "Take Me Down" – The Pretty Reckless - "The Devil's Bleeding Crown" – Volbeat - "The Sound of Silence" - Disturbed | - Disturbed - Five Finger Death Punch - Red Hot Chili Peppers - Shinedown - Volbeat |
| Canção Country do Ano | Artista Country do Ano |
| - "Somewhere on a Beach" - Dierks Bentley - "Church Bells" - Carrie Underwood - "Snapback" - Old Dominion - "T-Shirt" - Thomas Rhett - "You Should Be Here" - Cole Swindell | - Thomas Rhett - Carrie Underwood - Jason Aldean - Keith Urban - Luke Bryan |
| Canção Dance do Ano | Artista Dance do Ano |
| - "Closer" - The Chainsmokers com part. de Halsey - "Cold Water" - Major Lazer com part. de Justin Bieber e MØ - "Dont Let Me Down" - The Chainsmokers com part. de Daya - "I Took a Pill in Ibiza (SeeB Remix)" - Mike Posner - "Let Me Love You" - DJ Snake com part. de Justin Bieber | - The Chainsmokers - Calvin Harris - DJ Snake - Flume - Major Lazer |
| Canção de Hip-Hop do Ano | Artista de Hip-Hop do Ano |
| - "One Dance" – Drake com part. de Wizkid e Kyla - "All the Way Up" - Fat Joe e Remy Ma com part. de French Montana e Infrared - "Controlla" – Drake - "For Free" - DJ Khaled com part. de Drake - "Panda" - Desiigner | - Drake - Desiigner - DJ Khaled - Future - J. Cole |
| Canção de R&B do Ano | Artista de R&B do Ano |
| - "Work" - Rihanna com part. de Drake - "Needed Me" – Rihanna - "Exchange" - Bryson Tiller - "No Limit" - Usher com part. de Young Thug - "Sorry" – Beyoncé | - The Weeknd - Rihanna - Beyoncé - Bryson Tiller - Usher |
| Canção Latina do Ano | Artista Latino do Ano |
| - "Duele el Corazón" - Enrique Iglesias com part. de Wisin - "Ay Mi Dios" - IAmChino com part. de Pitbull, Yandel e El Chacal - "De Pies A Cabeza" - Maná com part. de Nicky Jam - "La Carretera" - Prince Royce - "Ya Me Enteré" - Reik com part. de Nicky Jam | - Nicky Jam - Enrique Iglesias - J Balvin - Prince Royce - Yandel |
| Canção de Música Regional Mexicana do Ano | Artista de Música Regional Mexicana do Ano |
| - "Solo Con Verte" - Banda Sinaloense MS de Sergio Lizárraga - "Amor Del Bueno" - Calibre 50 - "Cicatrices" - Regulo Caro - "Me Está Gustando" - Banda Los Recoditos - "¿Por Qué Terminamos?" - Gerardo Ortíz | - Calibre 50 - Banda El Recodo de Cruz Lizárraga - Banda Los Recoditos - Gerardo Ortíz - Remmy Valenzuela |
| Artista Revelação de Rock/Rock Alternativo | Artista Country Revelação |
| - The Strumbellas - Foals - Kaleo - Nathaniel Rateliff & The Night Sweats - Red Sun Rising | - Kelsea Ballerini - Chris Lane - Chris Stapleton - Granger Smith - Maren Morris |
| Artista Revelação de Hip-Hop | Artista Latino Revelação |
| - Chance The Rapper - Desiigner - D.R.A.M. - Kent Jones - Kevin Gates | - CNCO - Carlos Rivera - Christian Daniel - IAmChino - Sofía Reyes |
| Artista Revelação de R&B | Artista Revelação de Música Regional Mexicana |
| - Bryson Tiller - Belly - Dreezy - Kayla Brianna - Ro James | - Joss Favela - Adriel Favela - Banda Los Sebastianes - Cheyo Carrillo - La Séptima Banda |
| Artista Pop Revelação | Produtor do Ano |
| - The Chainsmokers - Alessia Cara - Daya - Lukas Graham - Zayn | - Benny Blanco - Greg Kurstin - Max Martin - Mike Elizondo - The Chainsmokers |
| Melhor Letra | Melhor Colaboração |
| - "Love Yourself" - Justin Bieber - "7 Years" - Lukas Graham - "Came Here to Forget" - Blake Shelton - "Cheap Thrills" - Sia com part. de Sean Paul - "Closer" - The Chainsmokers com part. de Halsey - "Don't Need You" – Bullet For My Valentine - "Heathens" - Twenty One Pilots - "Scars to Your Beautiful" - Alessia Cara - "Send My Love (To Your New Lover)" – Adele - "Too Good" – Drake com part. de Rihanna - "You Should Be Here" - Cole Swindell                                                                                           | - "Work" - Rihanna com part. de Drake - "Cheap Thrills" - Sia com part. de Sean Paul - "Closer" - The Chainsmokers com part. de Halsey - "Dont Let Me Down" - The Chainsmokers com part. de Daya - "This Is What You Came For" - Calvin Harris com part. de Rihanna |
| Melhor Canção de Filme | Melhor Cover |
| - "Girls Talk Boys" – 5 Seconds of Summer (Ghostbusters) - "Can't Stop the Feeling!" – Justin Timberlake (Trolls) - "Still Falling for You" – Ellie Goulding (Bridget Jones's Baby) - "Heathens" – Twenty One Pilots (Esquadrão Suicida) - "Just Like Fire" – P!nk (Alice Through the Looking Glass) | - "Ex's & Oh's" - Fifth Harmony - "All I Ask" - Bruno Mars - "Fast Car" - Justin Bieber - "Hands to Myself" – DNCE - "Here" - Shawn Mendes - "How Will I Know" - Ariana Grande - "Love on the Brain" - Kelly Clarkson - "Purple Rain" - Jennifer Hudson e o elenco de The Color Purple - "The Sound of Silence" – Disturbed - "Too Good" - Zara Larsson                           |
| Melhor Videoclipe | Melhor Banda de Underground Alternativo |
| - "Work from Home" – Fifth Harmony com part. de Ty Dolla $ign - "Can't Stop the Feeling!" – Justin Timberlake - "Don't Let Me Down" – The Chainsmokers com part. de Daya - "Formation" – Beyoncé - "Hasta el Amanecer" – Nicky Jam - "Heathens" – Twenty One Pilots - "Hymn for the Weekend" – Coldplay - "I Took a Pill in Ibiza (SeeB Remix)" - Mike Posner - "Side to Side" – Ariana Grande com part. de Nicki Minaj - "This Is What You Came For" – Calvin Harris com part. de Rihanna - "Work" – Rihanna com part. de Drake - "Pillowtalk" – Zayn | - Pierce the Veil - Hey Violet - PVRIS - Sleeping with Sirens - Tonight Alive |
| Prêmio Estrela Social | Melhores Fãs |
| - Jack & Jack – Snapchat - Alex Aiono – YouTube - Baby Ariel – Musical.ly - Emma McGann – YouNow - Hailey Knox – YouNow - Jacob Sartorius – Musical.ly - Marcus Perez – Facebook - Steph Clavin – Instagram - Todrick Hall – YouTube - Xyego – Smule | - Fifth Harmony – Harmonizers - 5 Seconds of Summer - 5SOSFam - Ariana Grande – Arianators - Beyoncé – Beyhive - Britney Spears - Britney Army - Demi Lovato – Lovatics - Justin Bieber – Beliebers - Katy Perry – KatyCats - Lady Gaga - Little Monsters - Rihanna - Rihanna Navy - Selena Gomez – Selenators - Shawn Mendes - Mendes Army - Twenty One Pilots - Skeleton Clique |
| Melhor Turnê | Artista Solo Revelação |
| - A Head Full of Dreams Tour – Coldplay | - Zayn - Camila Cabello - Niall Horan - Louis Tomlinson - Olivia O'Brien |
| Artista com Mais Likes do Ano | Canção com Mais Likes do Ano |
| - Drake | - "One Dance" – Drake com part. de Wizkid e Kyla |
| Gravadora do Ano | Prêmio Inovador |
| - Republic Records | - Bruno Mars |

## Erro de categoria
No dia da cerimônia, Zayn foi anunciado incorretamente como o vencedor da categoria Melhor Videoclipe, subiu ao palco e aceitou o prêmio. O erro não foi notado até o dia seguinte, quando o verdadeiro vencedor, Fifth Harmony, foi anunciado na conta oficial do iHeartRadio no Twitter. Zayn foi então anunciado como o vencedor da categoria Artista Solo Revelação.